# Liste der Baudenkmale in Katlenburg-Lindau
In der Liste der Baudenkmale in Katlenburg-Lindau sind alle Baudenkmale der niedersächsischen Gemeinde Katlenburg-Lindau im Landkreis Northeim aufgelistet. Stand der Liste das Jahr 2002.

## Allgemein
Die Gemeinde Katlenburg-Lindau entstand 1974. Die Baudenkmale befinden sich in den Ortsteilen Berka, Elvershausen, Gillersheim, Katlenburg, Lindau, Suterode und Wachenhausen.
In den Spalten befinden sich folgende Informationen:
- Lage: die Adresse des Baudenkmales und die geographischen Koordinaten. Kartenansicht, um Koordinaten zu setzen. In der Kartenansicht sind Baudenkmale ohne Koordinaten mit einem roten Marker dargestellt und können in der Karte gesetzt werden. Baudenkmale ohne Bild sind mit einem blauen Marker gekennzeichnet, Baudenkmale mit Bild mit einem grünen Marker.
- Bezeichnung: Bezeichnung des Baudenkmales
- Beschreibung: die Beschreibung des Baudenkmales. Unter § 3 Abs. 2 NDSchG werden Einzeldenkmale und unter § 3 Abs. 3 NDSchG Gruppen baulicher Anlagen und deren Bestandteile ausgewiesen.
- ID: die Objekt-ID des Baudenkmales
- Bild: ein Bild des Baudenkmales, ggf. zusätzlich mit einem Link zu weiteren Fotos des Baudenkmals im Medienarchiv Wikimedia Commons. Wenn man auf das Kamerasymbol klickt, können Fotos zu Baudenkmalen aus dieser Liste hochgeladen werden:

## Berka
| Lage                                       | Bezeichnung              | Beschreibung | ID       | Bild           |
| ------------------------------------------ | ------------------------ | --- | -------- | -------------- |
| Kirchplatz 3 51° 41′ 12″ N, 10° 6′ 37″ O   | Wohnhaus                 | | 33689921 |                |
| Kirchplatz 8 51° 41′ 11″ N, 10° 6′ 36″ O   | Kirche                   | Die evangelische Kirche St. Martini Berka wurde von 1779 bis 1784 auf einen Bruchsteinsockel erbaut. Der Bruchsteinsockel stammt aus dem Spätmittelalter. Im Westen der Kirche befindet sich der Turm mit einer Laternenhaube. | 33689944 | Weitere Bilder |
| Landstraße 2/4 51° 40′ 58″ N, 10° 6′ 36″ O | Wohnhaus und Umspannwerk | Baudenkmal-Gruppe Umspannwerk Berka mit Umspannwerk (ID 33689988) und Wohnhaus (ID 33689967) | 33540089 |                |
| Lange Reihe 45 51° 41′ 17″ N, 10° 6′ 45″ O | Wohnwirtschaftsgebäude   | | 33690009 |                |
| Zum Rhumetor 6 51° 41′ 14″ N, 10° 6′ 34″ O | Wohnwirtschaftsgebäude   | | 33690032 |                |
| Zum Stöntor 2 51° 41′ 5″ N, 10° 6′ 32″ O   | Wohnwirtschaftsgebäude   | | 33690055 |                |

## Elvershausen
| Lage                                              | Bezeichnung            | Beschreibung | ID       | Bild           |
| ------------------------------------------------- | ---------------------- | --- | -------- | -------------- |
| Am Kirchberg 51° 42′ 25″ N, 10° 5′ 47″ O          | Kirche                 | Die evangelische Kirche St. Valentini wurde Anfang des 16. Jahrhunderts erbaut. Im Jahre 1705 wurde die Kirche umgebaut. | 33690078 | Weitere Bilder |
| Auf dem Damme 1 51° 42′ 21″ N, 10° 5′ 51″ O       | Wohnwirtschaftsgebäude | | 33690101 | BW             |
| Dorfstraße 12 51° 42′ 23″ N, 10° 5′ 48″ O         | Gasthaus               | Gasthaus Zum braunen Hirsch                                                                                              | 33690143 | BW             |
| Mandelbecker Straße 3 51° 42′ 29″ N, 10° 5′ 36″ O | Wohnwirtschaftsgebäude | | 33690168 | BW             |
| Mühlengasse 2 51° 42′ 17″ N, 10° 5′ 47″ O         | Wohnwirtschaftsgebäude | | 33690191 | BW             |
| Taake 3 51° 42′ 25″ N, 10° 5′ 55″ O               | Wohnwirtschaftsgebäude | | 33690214 | BW             |
| Taake 6 51° 42′ 27″ N, 10° 5′ 59″ O               | Wohnhaus               | | 33690237 | BW             |

## Gillersheim
| Lage                                            | Bezeichnung    | Beschreibung | ID       | Bild           |
| ----------------------------------------------- | -------------- | --- | -------- | -------------- |
| Gillersheimer Forst 51° 37′ 46″ N, 10° 2′ 41″ O | Wüstungskirche | Die Ruine der Kirche St. Johannes in der Wüstung Leisenberg wurde um 1300 errichtet. Erhalten sind die Giebelwände und Reste der Längsmauern. In der östlichen Giebelwand befindet sich ein Spitzbogenfenster. Ein Turm war wahrscheinlich nicht vorhanden. Aufgegeben wurde die Siedlung in der Mitte des 15. Jahrhunderts. | 33690259 | Weitere Bilder |
| Glockenberg 9 51° 37′ 54″ N, 10° 5′ 32″ O       | Forsthaus      | | 33690280 | BW             |
| Glockenberg 14 51° 37′ 54″ N, 10° 5′ 30″ O      | Wohnhaus       | | 33690304 | BW             |
| Kirchstraße 51° 38′ 2″ N, 10° 5′ 32″ O          | Kirche         | Die Kirche Gillersheim ist eine neoromanische Saalkirche, erbaut 1852–54 | 33690327 |                |
| Lehmkuhle 2 51° 38′ 9″ N, 10° 5′ 44″ O          | Backhaus       | |          | BW             |
| Obere Straße 2 51° 38′ 5″ N, 10° 5′ 32″ O       | Wohnhaus       | | 33690370 | BW             |

## Katlenburg
| Lage                                             | Bezeichnung                | Beschreibung | ID       | Bild           |
| ------------------------------------------------ | -------------------------- | --- | -------- | -------------- |
| Albrechtshausen 51° 40′ 19″ N, 10° 7′ 42″ O      | Domäne                     | |          |                |
| Burgberg 51° 40′ 38″ N, 10° 6′ 0″ O              | Klosterkirche St. Johannes | Die evangelische Kirche St. Johannes wurde von 1647 bis 1650 erbaut. Der Vorgängerbau wurde 1626 zerstört. Gehört zur Baudenkmal-Gruppe Burg Katlenburg (ID 33540019).                                                                        | 33690416 | Weitere Bilder |
| Burgberg 51° 40′ 37″ N, 10° 6′ 2″ O              | Burg Katlenburg            | Sogenanntes „Schlösschen“. Gehört zur Baudenkmal-Gruppe Burg Katlenburg (ID 33540019). | 33690620 | Weitere Bilder |
| Burgberg 51° 40′ 40″ N, 10° 6′ 1″ O              | Magazingebäude             | Gehört zur Baudenkmal-Gruppe Burg Katlenburg (ID 33540019). | 33690721 |                |
| Burgberg 2 51° 40′ 35″ N, 10° 6′ 1″ O            | Ehem. Landarbeiterhaus     | Amtsstuben des ehemaligen Amtes Katlenburg. Erneuert um 1772. Bis 1819 mit Schreibstube für den Amtsschreiber, in der Domänenzeit als Gärtnerhaus genutzt. Gehört zur Baudenkmal-Gruppe Burg Katlenburg (ID 33540019).                        | 33690668 |                |
| Burgberg 8 51° 40′ 39″ N, 10° 6′ 3″ O            | Wohnhaus                   | Gehört zur Baudenkmal-Gruppe Burg Katlenburg (ID 33540019). | 33690695 |                |
| Burgberg 11 51° 40′ 41″ N, 10° 6′ 2″ O           | Ehem. Brauhaus             | Gehört zur Baudenkmal-Gruppe Burg Katlenburg (ID 33540019). | 33690749 |                |
| Burgberg 13 51° 40′ 41″ N, 10° 6′ 1″ O           | Ehem. Gefängnis            | Gehört zur Baudenkmal-Gruppe Burg Katlenburg (ID 33540019). | 33690776 |                |
| Burgberg 51° 40′ 40″ N, 10° 6′ 0″ O              | ehem. Schmiede             | Nebengebäude Gehört zur Baudenkmal-Gruppe Burg Katlenburg (ID 33540019). | 33690444 |                |
| Burgberg 51° 40′ 38″ N, 10° 5′ 58″ O             | Scheune                    | Gehört zur Baudenkmal-Gruppe Burg Katlenburg (ID 33540019). | 33690467 |                |
| Burgberg 51° 40′ 34″ N, 10° 6′ 1″ O              | Pferdestall                | Gehört zur Baudenkmal-Gruppe Burg Katlenburg (ID 33540019). | 33690545 |                |
| Burgberg 3 51° 40′ 34″ N, 10° 5′ 59″ O           | Schweinehaus               | Gehört zur Baudenkmal-Gruppe Burg Katlenburg (ID 33540019). | 33690570 | BW             |
| Burgberg 51° 40′ 35″ N, 10° 6′ 0″ O              | Reithaus                   | Gehört zur Baudenkmal-Gruppe Burg Katlenburg (ID 33540019). | 33690519 |                |
| Herzberger Straße 51° 40′ 51″ N, 10° 5′ 53″ O    | Friedhofskapelle           | | 33690394 |                |
| Herzberger Straße 21 51° 40′ 45″ N, 10° 6′ 3″ O  | Schule                     | Gehört zur Baudenkmal-Gruppe Herzberger Str. 21, 23 (ID 33540061) | 33690844 |                |
| Herzberger Straße 23 51° 40′ 44″ N, 10° 6′ 4″ O  | Pfarrhaus                  | Das Pfarrhaus wurde um 1800 erbaut. Gehört zur Baudenkmal-Gruppe Herzberger Str. 21, 23 (ID 33540061) | 33690865 |                |
| Herzberger Straße 23 51° 40′ 43″ N, 10° 6′ 5″ O  | Scheune                    | Gehört zur Baudenkmal-Gruppe Herzberger Str. 21, 23 (ID 33540061) | 33690890 |                |
| Herzberger Straße 26 51° 40′ 47″ N, 10° 5′ 57″ O | Wohnhaus                   | | 33690911 |                |
| Herzberger Straße 27 51° 40′ 40″ N, 10° 6′ 5″ O  | Mühle                      | Die Wassermühle wurde 1326 das erste Mal erwähnt. Damals gehörte die Mühle zum Kloster Katlenburg. Baudenkmal-Gruppe mit Wassermühle (ID 33690934), Wehranlage (ID 33691673), Wasserkraftanlage (ID 33691844) und Mühlengraben (ID 33691822). | 33540075 | Weitere Bilder |
| Herzberger Straße 34 51° 40′ 39″ N, 10° 6′ 5″ O  | Gewölbekeller              | Gehört zur Baudenkmal-Gruppe Burg Katlenburg (ID 33540019). | 33690981 |                |
| Klosterhof 1 51° 40′ 46″ N, 10° 6′ 6″ O          | Wohnwirtschaftsgebäude     | | 33691007 |                |
| Klosterhof 2 51° 40′ 47″ N, 10° 6′ 4″ O          | Wohnhaus                   | |          | BW             |
| Klosterhof 3 51° 40′ 46″ N, 10° 6′ 5″ O          | Wohnhaus                   | | 33691051 |                |
| Northeimer Straße 1 51° 40′ 58″ N, 10° 5′ 57″ O  | Wohnhaus                   | Baudenkmal-Gruppe Ehem. Posthalterei mit Wohnhaus (ID 33691074) und Nebengebäude (ID 33690822) | 33540035 |                |
| Northeimer Straße 21 51° 41′ 11″ N, 10° 5′ 50″ O | Wohnwirtschaftsgebäude     | | 33691145 |                |
| Northeimer Straße 10 51° 41′ 5″ N, 10° 5′ 58″ O  | Wohnhaus                   | Gehörte zur Baudenkmal-Gruppe Northeimer Straße 10 (ID 33540048), das Wohnhaus als Einzeldenkmal existiert jedoch nicht mehr. | 33691099 |                |
| Suteroder Straße 1 51° 40′ 46″ N, 10° 5′ 57″ O   | Wohnhaus                   | | 33691167 |                |

## Lindau
| Lage                                                | Bezeichnung            | Beschreibung | ID       | Bild           |
| --------------------------------------------------- | ---------------------- | --- | -------- | -------------- |
| Bischof-Diederich-Platz 51° 39′ 14″ N, 10° 7′ 30″ O | Kirche                 | Katholische Kirche St. Peter und Paul. Der Turm stammt aus dem Jahre 1523. Die Grundsteinlegung für die Kirche wie man sie heute kennt erfolgte 1755. | 33691190 | Weitere Bilder |
| Brückenstraße 51° 39′ 9″ N, 10° 7′ 23″ O            | Mushaus                | Mushaus Lindau als einziger baulicher Überrest der Burg Lindau | 33691215 | Weitere Bilder |
| Bundesstraße 41 51° 39′ 18″ N, 10° 7′ 26″ O         | Kreuzkirche            | Die Kreuzkirche wurde 1895 erbaut, der Entwurf stammt von Conrad Wilhelm Hase. Es ist eine Backsteinkirche mit historischen Formen. Die Kirche befindet sich direkt an der B 247. | 33691238 | Weitere Bilder |
| Bundesstraße 86 51° 39′ 9″ N, 10° 7′ 44″ O          | Wohnwirtschaftsgebäude | | 33691264 | BW             |
| Fleckenstraße 8 51° 39′ 14″ N, 10° 7′ 22″ O         | Pfarrhaus              | Freistehendes zweigeschossiges Fachwerkhaus ohne Vorkragung aus dem Ende des 18. Jahrhunderts | 33691288 |                |
| Friedhof 51° 39′ 15″ N, 10° 7′ 39″ O                | Kruzifix               | | 33691311 | BW             |
| Marienplatz 51° 39′ 13″ N, 10° 7′ 9″ O              | Marienstatue           | Mariensäule zur Erinnerung an den Brand von 1911 | 33691333 |                |
| Markt 8 51° 39′ 13″ N, 10° 7′ 29″ O                 | Gasthaus Ratskeller    | Ehemaliges Gasthaus in hervorgehobener Lage. Erbaut wahrscheinlich in der ersten Hälfte des 18. Jahrhunderts als zweigeschossiger Fachwerkbau mit leichter Vorkragung. Die Brüstungsgefache sind mit Andreaskreuzen, die Ecken mit K-Streben hervorgehoben, die Eckständer weisen Schnitzwerk in Form gedrehter Viertelsäulchen auf. | 33691358 |                |
| Marktstraße 2 51° 39′ 12″ N, 10° 7′ 28″ O           | Wohnhaus               | Doppelwohnhaushälfte, gehört zur Baudenkmal-Gruppe Markt 2/4, 6/8 (ID 33540117) | 33691382 | BW             |
| Marktstraße 4 51° 39′ 12″ N, 10° 7′ 28″ O           | Wohnhaus               | Doppelwohnhaushälfte, gehört zur Baudenkmal-Gruppe Markt 2/4, 6/8 (ID 33540117) | 33691400 | BW             |
| Marktstraße 6 51° 39′ 12″ N, 10° 7′ 29″ O           | Wohnhaus               | Doppelwohnhaushälfte, gehört zur Baudenkmal-Gruppe Markt 2/4, 6/8 (ID 33540117) | 33691418 | BW             |
| Marktstraße 8 51° 39′ 12″ N, 10° 7′ 29″ O           | Wohnhaus               | Doppelwohnhaushälfte, gehört zur Baudenkmal-Gruppe Markt 2/4, 6/8 (ID 33540117) | 33691436 | BW             |
| Sackstraße 3 51° 39′ 10″ N, 10° 7′ 36″ O            | Wohnwirtschaftsgebäude | | 33691476 | BW             |
| Torstraße 5 51° 39′ 15″ N, 10° 7′ 7″ O              | Wohnhaus               | | 33691499 | BW             |

## Suterode

### Gruppe: Kapelle und ehemalige Schule
Die Gruppe Kapelle und ehemalige Schule hat die ID 33540103.

| Lage                                           | Bezeichnung      | Beschreibung | ID       | Bild |
| ---------------------------------------------- | ---------------- | --- | -------- | ---- |
| Untere Straße 51° 40′ 14″ N, 10° 3′ 47″ O      | Kapelle          | Fachwerkkapelle, erbaut 1787 auf einer Anhöhe im Dorf. Einfacher Saalbau mit polygonalem Chorabschluss und hohen Segmentbogenfenstern. Am Westende des Daches schmaler verschieferter Dachreiter mit blechgedeckter welscher Haube | 33540103 |      |
| Untere Straße 17 51° 40′ 15″ N, 10° 3′ 47″ O   | ehemalige Schule | | 33691548 | BW   |
| Untere Straße 17 a 51° 40′ 15″ N, 10° 3′ 48″ O | ehemalige Schule | | 33691569 | BW   |

## Wachenhausen
| Lage                                         | Bezeichnung              | Beschreibung | ID       | Bild |
| -------------------------------------------- | ------------------------ | ------------ | -------- | ---- |
| Hauptstraße 30 51° 39′ 59″ N, 10° 5′ 46″ O   | Hof                      |              | 33691590 | BW   |
| Oberdorfstraße 8 51° 39′ 54″ N, 10° 5′ 40″ O | Wohn-/Wirtschaftsgebäude |              | 33691613 | BW   |